# ديك دوبويه
ديك دوبويه هو لاعب كرة قدم كندية كندي، ولد في 2 سبتمبر 1942 في إدمونتون في كندا.